# Aram Andonian

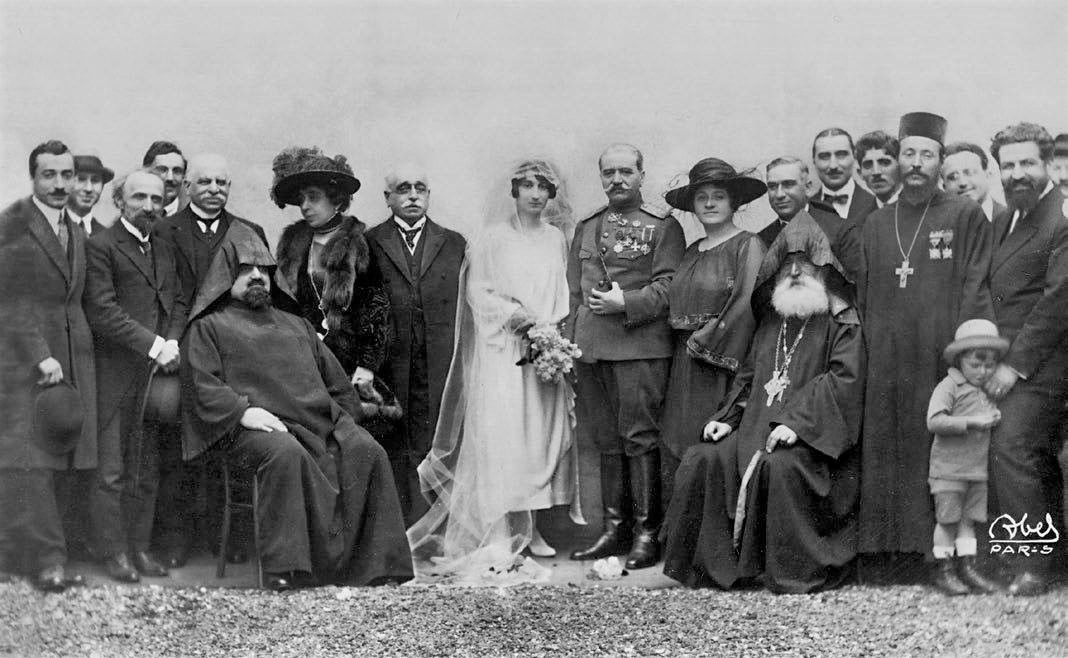
Andonian (links mit Hut in der Hand) und Boghos Nubar bei der Hochzeit von Andranik. (1922 in Paris)

Aram Andonian (armenisch Արամ Անտոնեան, * 1875 in Istanbul; † 23. Dezember 1951 in Paris) war ein armenischer Schriftsteller, Historiker und Journalist. Er war Zeitzeuge der Balkankriege und des Genozids an den Armeniern.

## Leben
Aram Andonian wurde 1875 in Istanbul geboren. Er erhielt seine Ausbildung in seiner Geburtsstadt. Er wurde Romanautor und Journalist. Er erlebte den Völkermord ab 1915 am eigenen Leib und beschrieb seine Erfahrungen in der literarischen Sammlung An jenen schwarzen Tagen. Er veröffentlichte die Texte von osmanischen Telegrammen, die chiffrierte Befehle für die Ausführung der Deportation und des Völkermordes von 1915 enthalten. Er war Herausgeber einer Anzahl von literarischen und satirischen Zeitschriften (Tsaghik, Luys (1907–08 wöchentlich), Kaghapnat, Harazan) und der Tageszeitung Surhandak. 1928 bis 1951 war er Direktor der Bibliothèque Nubar in Paris. Er war auch Autor von Lehrbüchern. Aram Andonian starb 1951 in Paris.
Das Werk Ayn Sev orerun wurde von Hagob Oshagan als Literaturkritiker gelobt.

## Erfahrungen mit dem Völkermord
Die erste Verhaftung von Aram Andonian durch die osmanische Polizei geschah Anfang 1915, nachdem Andonian die Ermordung des zum Bischof von Erzincan designierten Vartabeds Sahak durch Banden bei Sivas dem Patriarchen mitteilte; Vartabed Sahak war das erste Opfer von 1915.
Am „Roten Sonntag“, dem 24. April 1915, dem Beginn des Völkermords, wurde Andonian zusammen mit über 200 weiteren armenischen Intellektuellen verhaftet und nach Çankırı deportiert. Er kehrte nach Ankara zurück und wurde erneut in das Konzentrationslager Raʾs al-ʿAin deportiert. Von dort entkam er nach Aleppo und überlebte.

## Werke (Auswahl)
- Dschmardutiune, vipag, 1909 Istanbul (Prosa)
- Kawe artsanner, 1910 Istanbul (Satire)
- Harutiun Shahrikean, 1910 Istanbul
- Shirvanzadeh (Շիրվանզադէ. Կենսագրական Նօթեր…), 1911 Istanbul(Eine Biographie des Schriftstellers Shirvanzadeh)
- Kantsaran, 1912 Konstantinopel (Lesebuch für Schulen) ↔ 1920 Pamukciyan
- Geschichte der Balkankriege (Պատկերազարդ Ընդարձակ Պատմութիւն Պալքանեան Պատերազմին), 1912 Istanbul
- An jenen schwarzen Tagen, 1919 Boston
- Մեծ Ոճիրը (Das große Verbrechen), Hayrenik, Boston 1921
- Documents sur les massacres arméniens, Paris 1920
- The Memoirs of Naim Bey: Turkish Official Documents Relating to the Deportation and the Massacres of Armenians, compiled by Aram Andonian, ca. 1920 London, Hodder and Stoughton